# Supercoupe d'Europe masculine de volley-ball
La Supercoupe d'Europe masculine de volley-ball (Men Supercup) était une compétition interclubs de volley-ball créée en 1987 et disparue en 2000. Elle était organisée annuellement par la Confédération européenne de volley-ball (CEV).
Lors des neuf premières éditions, de 1987 à 1995, elle opposa le vainqueur de la Coupe des champions (1er échelon européen) à celui de la Coupe des Coupes (2e échelon). Lors des quatre dernières éditions, de 1996 à 2000, le format s'élargit à quatre équipes avec, en plus des champions des deux principales compétitions, la participation du vainqueur de la Coupe de la CEV (3e échelon) et du finaliste de la Coupe des champions, ces équipes s'affrontant dans un format à élimination directe avec demi-finales, match pour la 3e place et finale.

## Historique
- 1987 : première édition de la Supercoupe d'Europe.
- 2000 : avec la modification du principe de la Coupe des Coupes qui disparaît de ce fait, la Supercoupe d'Europe connaît sa dernière édition.

## Palmarès
| Édition | Vainqueur            | Finaliste            | Troisième            |
| ------- | -------------------- | -------------------- | -------------------- |
| 1987    | CSKA Moscou          | Bologne              |                      |
| 1988    | CSKA Moscou          | Parme                |                      |
| 1989    | Parme                | Dynamo Moscou        |                      |
| 1990    | Parme                | Modène               |                      |
| 1991    | CSKA Moscou          | Montichiari          |                      |
| 1992    | Ravenne              | Montichiari          |                      |
| 1993    | Ravenne              | Milan                |                      |
| 1994    | Sisley Trévise       | Ravenne              |                      |
| 1995    | Modène               | Sisley Trévise       |                      |
| 1996    | Cuneo                | ASV Dachau           | Modène               |
| 1997    | Cuneo                | Modène               | Ravenne              |
| 1998    | Édition non disputée | Édition non disputée | Édition non disputée |
| 1999    | Sisley Trévise       | Noliko Maaseik       | Palerme              |
| 2000    | Paris Volley         | Sisley Trévise       | VfB Friedrichshafen  |